# Storm (film)
Storm är en svensk film från 2005 i regi av Björn Stein och Måns Mårlind.

## Handling
Storm handlar om DD (Eric Ericson), en självsäker man i trettioårsåldern som klarar sig utmärkt själv. Men plötsligt dyker en kvinna, Lova (Eva Röse), upp i hans liv. Hon är jagad av onda män som vill henne illa.
DD får en ask av Lova som han blir tillsagd att skydda, men hennes förföljare ger sig inte i första taget i jakten på asken. Mot sin vilja dras DD in i en mardrömslik kamp mellan gott och ont.

## Om filmen
Filmen hade svensk premiär den 20 januari 2006, men premiärvisades redan under Stockholms filmfestival den 18 november 2005, där den vann publikpriset.
Den spelades in hösten 2004 i Stockholm, Trollhättan och Vänersborg. Karl Johan Fröjd svarade för specialeffekterna.
Filmen vann en Guldbagge 2006 för bästa foto, Linus Sandgren, FSF och publikens pris under Stockholms filmfestival 2005.

## Trivia
Storm är den första svenska filmen som använder ljudeffekten Wilhelmskriket.
En annan klassisk filmreferens är användningen av numret 1138 som från och med George Lucas film THX 1138 har figurerat i diverse filmer och TV-serier, bl.a. Star Wars.
DVD:n släpptes 16 augusti 2006 i Sverige.

## Rollista
- Eric Ericson – Donny "DD" Davidsson
- Eva Röse – Lova
- Jonas Karlsson – Man i kostym
- Lina Englund – Medhjälpare
- Peter Engman – Taxi-chaufför
- Karl Norrhäll – Jeppon
- Jacqueline Ramel – Malin
- Matias Padin Varela – Knugen
- Joel Kinnaman – Bartender
- Per Ragnar – Vakthavande
- Sasha Becker – Helena
- Adam Lundgren – DD som tonåring
- Oscar Åkermo – DD som barn
- Christian Rinmad – Ronny (som Christian Hollbrink)
- Niclas Larsson – Ronny som barn
- Victor Ström – Mormon
- Sofia Hvittfeldt – Katta
- Jim Ramel Kjellgren – Spelare (som Jim J:son Kjellgren)
- Mikael Fredriksson – Mobbare
- Marcus Gummesson – Mobbare
- Henrik Hofling – Mobbare
- Christoffer von Reis – Bög #1
- Robert Jitzmark – Bög #2
- Jens Ekbom – Älskande man
- Ann-Sofie Lundin – Älskande kvinna
- Freddi Lindkvist – Polis
- Jesper Malmberg – Polis
- Niklas Persson – Polis
- Katarina Sandström – Sig själv / Nyhetsankare (okrediterad)
- Katia Winter – Ung kvinna i bar (okrediterad)

### Övriga
- Jörgen Berthage – Goon
- Martin Blad – Goon
- Carl-Johan Kihlbom – Goon
- Andreas Ljung – Goon
- Anders Simonsson – Goon
- Victor Smedinge – Goon
- Magnus Stenius – Goon
- Olle Toftenow – Goon
- Johannes Wikström – Goon
- Mikael Brolin – Goon
- Janne Lindqvist – Goon (okrediterad)